# 秦泉
秦泉（1770年—1827年），字继贤，号漪園，江蘇無錫縣人。清朝翰林。北宋词人秦观后人。
秦泉為秦镕长子，翰林秦潮之兄。乾隆三十四年（1769年）中式己丑科二甲第二十六名進士。選翰林院庶吉士，散館授編修。後改任吏部主事。工于诗，有唐人风格。